# Зора (търговска верига)
Верига магазини ЗОРА е българска компания за черна и бяла техника. Компанията е създадена през 1991 г.

## История
Верига магазини ЗОРА има 36 магазина, както и онлайн магазин – zora.bg. В София работят 8 магазина, в градовете с по две локации – Варна, Стара Загора, Плевен, Пловдив.

## Постижения
- 2017 – Сертификат BEST BUY AWARD 2017/18, издаван от ICERTIAS – International Certification Association, със седалище в Цюрих, Швейцария. Проведено е представително изследване сред български потребители, които са определили верига магазини ЗОРА като №1 за „Най-добро съотношение между цена и качество в търговията на дребно с бяла техника и кухненско оборудване“
- 2017 – 2018 Глобалната организация Superbrands на 29 ноември 2017 г., на тържествена церемония в Sofia Event Center връчи за шести пореден път, своите награди за отличен брандинг на водещи потребителски и бизнес марки на българския пазар.[2]
- 2018 – Специална награда в категория „Търговски сгради“ на Национален конкурс „Сграда на годината 2018“[3]
- 2019 – 4 сертификата клас „А“ за инвестиции издадени по реда на Закона за насърчаване на инвестициите;[4]
- 2019 – На 5 март 2019 г., Сдружение произведено в България връчи награда „Златна мартеница“ на верига магазини ЗОРА, за успешно утвърждаване на българския пазар, връчена от президента Румен Радев.[5]
- 2019 – На 17 юли 2019 г. Министърът на икономиката Емил Караниколов връчва 4 сертификата клас „А“ за инвестиции издадени по реда на Закона за насърчаване на инвестициите[6]. Стойността на проектите е близо 42 млн. лв.[7]

## Продукти
През годините компанията се стреми да предлага постоянен богат асортимент на стоки на еднакви цени в цялата си търговска мрежа и изгодни условия при покупки на изплащане.
- Телевизори, Аудио и Gaming
- Телефони и таблети
- Лаптопи, компютри и периферия
- Домакински електроуреди
- Уреди за вграждане
- Климатици, отопление и грижа за въздуха
- Малки уреди за дома
- Персонална грижа и продукти за дома

Верига магазини ЗОРА е единствен представител и вносител за България на черна, бяла, IT и климатична техника с марка CROWN, както и на черна и бяла техника с марка FINLUX. От 2011 г. Зора е и официален вносител на TV HITACHI, като към портфолиото на компанията са още марките AYCO и X-TREMER.